# كارلوس خوليو أروسيمينا تولع
كارلوس خوليو أروسيمينا تولع (بالإسبانية: Carlos Julio Arosemena Tola)‏ (و. 1888 – 1952 م) هو سياسي من الإكوادور ولد في غواياكيل.